# 이바 고타로
이바 고타로(일본어: 射庭 康太朗, 1995년 12월 7일~)는 일본의 축구 선수이다.

## 구단 경력
그는 2018년 J2리그의 몬테디오 야마가타에 입단했다. 2019년 J3리그의 이와테 그루자 모리오카로 이적했다. 2021년 일본 풋볼 리그의 이와키 FC로 이적했다.